# Bahà (nom)
Bahà és un nom masculí i femení àrab (àrab: بهاء, Bahāʾ) que significa ‘bellesa’, ‘esplendor’, ‘magnificència’. Si bé Bahà és la transcripció normativa en català del nom en àrab clàssic, també se'l pot trobar transcrit Baha, Baha'.
Combinat amb paraules com dinastia o religió, Bahà-ad-Dawla (بهاء الدولة, Bahāʾ ad-Dawla, ‘Esplendor de la Dinastia’) o Bahà-ad-Din (بهاء الدين, Bahāʾ ad-Dīn, ‘Esplendor de la Religió’) és un làqab o títol emprat per diversos governants musulmans. El làqab Bahà-ad-Din ha esdevingut tant usual que també s'empra com a nom de pila masculí.
El profeta de la Fe bahà'í, Mirza Husayn Ali Nuri, va prendre el làqab Bahà-Al·lah (بهاء الله, Bahāʾ Allāh, ‘Esplendor de Déu’), que els bahaís transcriuen generalment Bahà'u'llàh.
Vegeu aquí personatges i llocs que duen el nom Bahà.
Vegeu aquí personatges i llocs que duen el nom o el làqab Bahà-ad-Din.
Vegeu aquí personatges i llocs que duen el làqab Bahà-ad-Dawla.